# Kasper Schmeichel
Pour les articles homonymes, voir Schmeichel.
Kasper Schmeichel, né le 5 novembre 1986 à Copenhague au Danemark, est un footballeur international danois qui joue au poste de gardien de but au Celtic FC.
Il est le fils de Peter Schmeichel, ancien gardien de but de Manchester United.
À l’instar de celle de son père, sa carrière à haut niveau prend du temps à décoller. Il connaît d'abord plusieurs prêts dans les divisions inférieures puis est transféré en 3ème division, pour finalement revenir sur le devant de la scène avec Leicester City. Il sera un joueur cadre de cette équipe lors de la montée en première division en 2014 ou encore lors du sacre en 2016. Il est considéré comme l'un des meilleurs gardiens de Premier League lors de cette même année.

## Carrière

### Manchester City
Schmeichel rejoint City en 2002. En janvier 2006 il est prêté à un club de quatrième division anglaise, le Darlington Football Club. Il joue quatre matchs avant de rejoindre Manchester. Un mois plus tard, en février, il est de nouveau prêté, cette fois-ci à Bury où il joue quinze matchs en l'espace de trois mois. 
En janvier 2007 il est prêté au club écossais de Falkirk jusqu'à la fin de la saison 2006-2007. Il y effectue un très bon parcours puisqu'il est désigné homme du match contre les Rangers le 18 février 2007, et à la fin de la saison Falkirk émet pendant un temps le souhait de le conserver.
Pourtant il retourne à Manchester City où il fait ses débuts contre West Ham United le 11 août 2007. Lors de la deuxième journée de Premier League il est de nouveau dans les cages lors de la victoire 1-0 contre Manchester United. Il concède son premier but contre Arsenal lors de la quatrième journée. Dans ce match, gagné 1-0 par les Gunners, il sauve pourtant son équipe à plusieurs reprises, il arrête ainsi le penalty de Robin van Persie.
A son début de saison il surprend et impressionne, lui qui au départ était le recours fatidique de Sven-Göran Eriksson après la blessure du gardien n°1, Andreas Isaksson, au point de se retrouver convoité par l'équipe d'Angleterre de football. Cependant son père a mis fin aux rumeurs en affirmant que son fils ne jouerait que pour la sélection danoise : « Kasper est danois. Il n’y a aucune chance pour qu’il joue pour l’Angleterre. »
Le 25 octobre 2007 il est prêté pour un mois au club gallois de Cardiff City.

### Notts County
En août 2009 il signe un contrat de cinq ans en quatrième division anglaise à Notts County. Le transfert est évalué à 814 000 euros.

### Leeds United
Après une seule saison passée à Notts County, mais avec 20 matchs d'invincibilité sur 42, il tape dans l’œil de Simon Grayson et signe fin mai à Leeds United jusqu'en 2012 et ce gratuitement. Sa saison est de bonne facture avec le club, impressionnant et déterminant lors de nombreux matchs, même si Leeds United a une des plus mauvaises défenses du championnat. Il passe même tout près d'une qualification en barrages, qui permettent d'accéder à la Premier League, mais le club finit à une place de ceux-ci (7e).
Sa première saison à Leeds fut aussi la dernière. En effet, Leicester City fait une offre, évaluée à 1 million d'euros, que le club ne peut refuser en raison des difficultés qu'il aurait eu à prolonger le contrat du Danois, qui se terminait dans un an. En retour, Schmeichel se dit « choqué », ajoutant qu'il pensait continuer à Leeds et décrocher la promotion à l'issue de la saison.

### Leicester City
Quelques jours plus tard, le 27 juin 2011, le transfert de Schmeichel à Leicester City est officialisé. Il s'engage pour trois saisons avec l'équipe de Sven-Goran Eriksson. Le 2 mai 2016, il gagne le championnat d’Angleterre avec cette équipe. 
Le 31 août 2018, Schmeichel prolonge son contrat avec Leicester jusqu'en 2023.

### OGC Nice
Le 3 août 2022 il s'engage avec l'OGC Nice. Il dispose d'un contrat jusqu'en juin 2025. Après avoir été titulaire en 2022-2023, Marcin Bułka lui est préféré en début de saison 2023-2024. Le 1er septembre le contrat liant Schmeichel à l'OGC Nice est résilié.

### RSC Anderlecht
Quatre jours après son départ de l'OGC Nice, Schmeichel rejoint le RSC Anderlecht pour un an, avec une option d'une saison supplémentaire. Il retrouve plusieurs compatriotes au sein du club belge : Thomas Delaney, Kasper Dolberg et Anders Dreyer.

### Celtic FC
Le 18 juillet 2024, Kasper Schmeichel rejoint le club écossais du Celtic FC, avec lequel il signe un contrat d'une saison,.

### Sélection
Le 29 mai 2012, Kasper Schmeichel est convoqué en sélection en vue de l'Euro 2012 afin de remplacer Thomas Sørensen qui déclare forfait après s'être blessé au dos. Il n'est que troisième gardien derrière Stephan Andersen et Anders Lindegaard.
Il est sélectionné comme gardien numéro un du Danemark pour la Coupe du monde de football 2018. Durant la compétition, il s'illustre notamment lors du huitième de finale contre la Croatie, durant lequel il réalise de nombreux arrêts et repousse deux frappes lors de la séance de tirs au but, malgré l'élimination finale de son équipe. 
En mai 2021, il est convoqué par Kasper Hjulmand, le sélectionneur de l'équipe nationale du Danemark, dans la liste des 26 joueurs danois retenus pour participer à l'Euro 2020,. Son équipe atteint les demi-finales, dans un match perdu par les Danois en prolongation sur le score de 2 buts à 1 face à l'Angleterre. Malgré deux buts encaissés, il aura réalisé la deuxième meilleure performance d'un gardien lors de cette compétition en réalisant neuf arrêts.
Le 7 novembre 2022, il est sélectionné par Kasper Hjulmand pour participer à la Coupe du monde 2022.
Le 30 mai 2024, Schmeichel figure dans la liste des 26 joueurs danois retenus par Kasper Hjulmand pour participer à l'Euro 2024,.

## Statistiques
| Saison                | Club                    | Championnat             | Championnat | Championnat | Coupe nationale | Coupe nationale | Coupe de la Ligue | Coupe de la Ligue | Supercoupe | Supercoupe | Compétition(s) continentale(s) | Compétition(s) continentale(s) | Compétition(s) continentale(s) | Autres compétitions | Autres compétitions | Autres compétitions | Danemark | Danemark | Total | Total |
| Saison                | Club                    | Division                | M.          | B.          | M.              | B.              | M.                | B.                | M.         | B.         | Comp.                          | M.                             | B.                             | Comp.               | M.                  | B.                  | M.       | B.       | M.    | B.    |
| 2007-2008             | Manchester City FC      | Premier League          | 7           | 0           | -               | -               | -                 | -                 | -          | -          | -                              | -                              | -                              | -                   | -                   | -                   | -        | -        | 7     | 0     |
| 2008-2009             | Manchester City FC      | Premier League          | 1           | 0           | -               | -               | 1                 | 0                 | -          | -          | C3                             | 1                              | 0                              | -                   | -                   | -                   | -        | -        | 3     | 0     |
| Sous-total            | Sous-total              | Sous-total              | 8           | 0           | -               | -               | 1                 | 0                 | -          | -          | -                              | 1                              | 0                              | -                   | -                   | -                   | -        | -        | 10    | 0     |
| 2005-2006             | Darlington FC (prêt)    | League Two              | 4           | 0           | -               | -               | -                 | -                 | -          | -          | -                              | -                              | -                              | -                   | -                   | -                   | -        | -        | 4     | 0     |
| 2005-2006             | Bury FC (prêt)          | League Two              | 15          | 0           | -               | -               | -                 | -                 | -          | -          | -                              | -                              | -                              | -                   | -                   | -                   | -        | -        | 15    | 0     |
| 2006-2007             | Bury FC (prêt)          | League Two              | 14          | 0           | -               | -               | -                 | -                 | -          | -          | -                              | -                              | -                              | -                   | -                   | -                   | -        | -        | 14    | 0     |
| 2006-2007             | Falkirk FC (prêt)       | Premiership             | 15          | 0           | 1               | 0               | 1                 | 0                 | -          | -          | -                              | -                              | -                              | -                   | -                   | -                   | -        | -        | 17    | 0     |
| 2007-2008             | Cardiff City FC (prêt)  | Championship            | 14          | 0           | -               | -               | -                 | -                 | -          | -          | -                              | -                              | -                              | -                   | -                   | -                   | -        | -        | 14    | 0     |
| 2007-2008             | Coventry City FC (prêt) | Championship            | 9           | 0           | -               | -               | -                 | -                 | -          | -          | -                              | -                              | -                              | -                   | -                   | -                   | -        | -        | 9     | 0     |
| 2009-2010             | Notts County FC         | League Two              | 43          | 0           | 6               | 0               | -                 | -                 | -          | -          | -                              | -                              | -                              | -                   | -                   | -                   | -        | -        | 49    | 0     |
| 2010-2011             | Leeds United AFC        | Championship            | 37          | 0           | 2               | 0               | 1                 | 0                 | -          | -          | -                              | -                              | -                              | -                   | -                   | -                   | -        | -        | 40    | 0     |
| 2011-2012             | Leicester City FC       | Championship            | 46          | 0           | 5               | 0               | 1                 | 0                 | -          | -          | -                              | -                              | -                              | -                   | -                   | -                   | -        | -        | 52    | 0     |
| 2012-2013             | Leicester City FC       | Championship            | 48          | 0           | 3               | 0               | 2                 | 0                 | -          | -          | -                              | -                              | -                              | -                   | -                   | -                   | 1        | 0        | 54    | 0     |
| 2013-2014             | Leicester City FC       | Championship            | 46          | 0           | 1               | 0               | 4                 | 0                 | -          | -          | -                              | -                              | -                              | -                   | -                   | -                   | 3        | 0        | 54    | 0     |
| 2014-2015             | Leicester City FC       | Premier League          | 24          | 0           | -               | -               | -                 | -                 | -          | -          | -                              | -                              | -                              | -                   | -                   | -                   | 8        | 0        | 32    | 0     |
| 2015-2016             | Leicester City FC       | Premier League          | 38          | 0           | 2               | 0               | -                 | -                 | -          | -          | -                              | -                              | -                              | -                   | -                   | -                   | 10       | 0        | 50    | 0     |
| 2016-2017             | Leicester City FC       | Premier League          | 30          | 0           | 2               | 0               | -                 | -                 | 1          | 0          | C1                             | 8                              | 0                              | -                   | -                   | -                   | 3        | 0        | 44    | 0     |
| 2017-2018             | Leicester City FC       | Premier League          | 33          | 0           | 2               | 0               | -                 | -                 | -          | -          | -                              | -                              | -                              | -                   | -                   | -                   | 14       | 0        | 49    | 0     |
| 2018-2019             | Leicester City FC       | Premier League          | 38          | 0           | -               | -               | -                 | -                 | -          | -          | -                              | -                              | -                              | -                   | -                   | -                   | 8        | 0        | 46    | 0     |
| 2019-2020             | Leicester City FC       | Premier League          | 38          | 0           | 2               | 0               | 4                 | 0                 | -          | -          | -                              | -                              | -                              | -                   | -                   | -                   | 6        | 0        | 50    | 0     |
| 2020-2021             | Leicester City FC       | Premier League          | 37          | 0           | 4               | 0               | -                 | -                 | -          | -          | C3                             | 6                              | 0                              | -                   | -                   | -                   | 18       | 0        | 65    | 0     |
| 2021-2022             | Leicester City FC       | Premier League          | 37          | 0           | 0               | 0               | 1                 | 0                 | 1          | 0          | C3+C4                          | 6+8                            | 0+0                            | -                   | -                   | -                   | 13       | 0        | 66    | 0     |
| Sous-total            | Sous-total              | Sous-total              | 414         | 0           | 21              | 0               | 12                | 0                 | 2          | 0          | -                              | 29                             | 0                              | -                   | -                   | -                   | 84       | 0        | 562   | 0     |
| 2022-2023             | OGC Nice                | Ligue 1                 | 36          | 0           | 1               | 0               | -                 | -                 | -          | -          | C4                             | 9                              | 0                              | -                   | -                   | -                   | 9        | 0        | 55    | 0     |
| 2023-2024             | RSC Anderlecht          | Division 1A             | 23          | 0           | 1               | 0               | -                 | -                 | -          | -          | -                              | -                              | -                              | PO1                 | 8                   | 0                   | 11       | 0        | 43    | 0     |
| 2024-2025             | Celtic                  | Scottish Premier League | 32          | 0           | 3               | 0               | 4                 | 0                 | 0          | 0          | C1                             | 10                             | 0                              | -                   | -                   | -                   | 9        | 0        | 58    | 0     |
| Total sur la carrière | Total sur la carrière   | Total sur la carrière   | 664         | 0           | 35              | 0               | 18                | 0                 | 2          | 0          | -                              | 49                             | 0                              | -                   | 8                   | 0                   | 114      | 0        | 890   | 0     |

## Palmarès

### En club

#### AvecLeicester City
- Champion d'Angleterre en 2016
- FA Cup :
  - Vainqueur en 2021
- Community Shield :
  - Vainqueur en 2021
  - Finaliste en 2016
- Champion d'Angleterre de Championship en 2014

#### Avec Celtic
- Vainqueur de la Coupe de la Ligue écossaise en 2025
- Champion d'Écosse en 2025
- Finaliste de la Coupe d'Écosse en 2025

### Distinctions individuelles
- Membre de l'équipe-type de Championship en 2013 et en 2014,
- élu meilleur joueur danois de Premier League en 2016,
- élu homme du match du 1/8 de finale de Coupe du Monde Croatie-Danemark (1-1, 3 tirs au but à 2), le 1er juillet 2018,
- élu meilleur joueur danois de l'année en 2015 et en 2019.
- Membre de l'équipe-type de Scottish Premier League en 2025.